# Котловина (страва)
Котловина (хорв. Kotlovina) — традиційна м'ясна страва, яка готується в північній Хорватії та Словенії. Найчастіше її готують в саду, перед будинком або на природі.
Готується в неглибокому великому казані у формі тарілки, поставленій над вогнем. Тарілка найчастіше виготовляється з чавуну, нержавіючої сталі або, рідше, алюмінію, яка розташовується на підставці над вогнищем. Вогонь може бути дров'яним або газовим.
М'ясо для котловини можна змішувати декількох видів, ковбаса і овочі. Існують різні рецепти приготування, а маринад складається в основному з солі, перцю, вегети і олії. Подається з гарнірами, як правило, з вареною або печеною картоплею, і салатом.